# Granulopyrenis antillensis
Granulopyrenis antillensis är en lavart som beskrevs av Aptroot 1991. Granulopyrenis antillensis ingår i släktet Granulopyrenis och familjen Requienellaceae.   Inga underarter finns listade i Catalogue of Life.